# Jiří Sobotka
Jiří Sobotka (Praga, 6 giugno 1911 – Intragna, 20 maggio 1994) è stato un allenatore di calcio e calciatore cecoslovacco, di ruolo attaccante.
Il nome ceco in italiano si pronuncia Irsji.
Intorno alla metà degli anni trenta era ritenuto tra i giocatori più famosi della propria nazionale.

## Carriera

### Giocatore

#### Club
Iniziò la carriera calcistica nello Slavia Praga entrando in prima squadra nel 1931, dopo aver fatto le giovanili nel Čechoslovan Košíře. Rimase a Praga, vincendo anche la classifica marcatori del campionato cecoslovacco 1934, sino al 1940, quando passò in Croazia, all'Hajduk Spalato, vincendo un campionato. Tornò allo Slavia l'anno dopo e successivamente giocò per tre anni nel Tescoma Zlín e per 5 stagioni con gli svizzeri de La Chaux-de-Fonds. Si ritirò dall'attività agonistica nel 1951.

#### Nazionale
Debuttò il 25 marzo 1934 in una vittoria in amichevole contro la Francia per 2-1, segnandovi un gol; si ripeté anche nella seconda gara, disputata il 29 aprile 1934, valevole per la Coppa Internazionale, un pareggio contro l'Ungheria per 2-2. Partecipò quindi al Mondiale 1934: colse anche un palo nella finale tra Italia e Cecoslovacchia. Conclude l'esperienza internazionale nel 1937 dopo alcuni incontri contro la Scozia entrambi persi e contro la Bulgaria finita sull'1-1.

## Statistiche

### Cronologia presenze e reti in nazionale
| Cronologia completa delle presenze e delle reti in nazionale ― Cecoslovacchia | Cronologia completa delle presenze e delle reti in nazionale ― Cecoslovacchia | Cronologia completa delle presenze e delle reti in nazionale ― Cecoslovacchia | Cronologia completa delle presenze e delle reti in nazionale ― Cecoslovacchia | Cronologia completa delle presenze e delle reti in nazionale ― Cecoslovacchia | Cronologia completa delle presenze e delle reti in nazionale ― Cecoslovacchia | Cronologia completa delle presenze e delle reti in nazionale ― Cecoslovacchia | Cronologia completa delle presenze e delle reti in nazionale ― Cecoslovacchia |
| Data                                                                          | Città                                                                         | In casa                                                                       | Risultato                                                                     | Ospiti                                                                        | Competizione                                                                  | Reti                                                                          | Note                                                                          |
| ----------------------------------------------------------------------------- | ----------------------------------------------------------------------------- | ----------------------------------------------------------------------------- | ----------------------------------------------------------------------------- | ----------------------------------------------------------------------------- | ----------------------------------------------------------------------------- | ----------------------------------------------------------------------------- | ----------------------------------------------------------------------------- |
| 25-3-1934                                                                     | Parigi                                                                        | Francia                                                                       | 1 – 2                                                                         | Cecoslovacchia                                                                | Amichevole                                                                    | 1                                                                             |                                                                               |
| 29-4-1934                                                                     | Praga                                                                         | Cecoslovacchia                                                                | 2 – 2                                                                         | Ungheria                                                                      | Coppa Internazionale                                                          | 1                                                                             |                                                                               |
| 16-5-1934                                                                     | Praga                                                                         | Cecoslovacchia                                                                | 2 – 1                                                                         | Inghilterra                                                                   | Amichevole                                                                    | -                                                                             |                                                                               |
| 27-5-1934                                                                     | Trieste                                                                       | Cecoslovacchia                                                                | 2 – 1                                                                         | Romania                                                                       | Mondiali 1934 - Ottavi di finale                                              | -                                                                             |                                                                               |
| 31-5-1934                                                                     | Torino                                                                        | Cecoslovacchia                                                                | 3 – 2                                                                         | Svizzera                                                                      | Mondiali 1934 - Quarti di finale                                              | 1                                                                             |                                                                               |
| 3-6-1934                                                                      | Roma                                                                          | Cecoslovacchia                                                                | 3 – 1                                                                         | Germania                                                                      | Mondiali 1934 - Semifinale                                                    | -                                                                             |                                                                               |
| 10-6-1934                                                                     | Roma                                                                          | Italia                                                                        | 2 – 1 dts                                                                     | Cecoslovacchia                                                                | Mondiali 1934 - Finale                                                        | -                                                                             |                                                                               |
| 16-5-1934                                                                     | Praga                                                                         | Cecoslovacchia                                                                | 3 – 1                                                                         | Jugoslavia                                                                    | Amichevole                                                                    | 1                                                                             | 81’                                                                           |
| 23-9-1934                                                                     | Vienna                                                                        | Austria                                                                       | 2 – 2                                                                         | Cecoslovacchia                                                                | Coppa Internazionale                                                          | -                                                                             |                                                                               |
| 14-10-1934                                                                    | Ginevra                                                                       | Svizzera                                                                      | 2 – 2                                                                         | Cecoslovacchia                                                                | Coppa Internazionale                                                          | -                                                                             |                                                                               |
| 14-4-1935                                                                     | Praga                                                                         | Cecoslovacchia                                                                | 0 – 0                                                                         | Austria                                                                       | Coppa Internazionale                                                          | -                                                                             |                                                                               |
| 26-5-1935                                                                     | Dresda                                                                        | Germania                                                                      | 2 – 1                                                                         | Cecoslovacchia                                                                | Amichevole                                                                    | -                                                                             |                                                                               |
| 22-9-1935                                                                     | Budapest                                                                      | Ungheria                                                                      | 1 – 0                                                                         | Cecoslovacchia                                                                | Coppa Internazionale                                                          | -                                                                             |                                                                               |
| 27-10-1935                                                                    | Praga                                                                         | Cecoslovacchia                                                                | 2 – 1                                                                         | Italia                                                                        | Amichevole                                                                    | -                                                                             |                                                                               |
| 26-4-1936                                                                     | Praga                                                                         | Cecoslovacchia                                                                | 1 – 0                                                                         | Spagna                                                                        | Amichevole                                                                    | -                                                                             |                                                                               |
| 27-9-1936                                                                     | Praga                                                                         | Cecoslovacchia                                                                | 1 – 2                                                                         | Germania                                                                      | Amichevole                                                                    | -                                                                             |                                                                               |
| 15-5-1937                                                                     | Praga                                                                         | Cecoslovacchia                                                                | 1 – 3                                                                         | Scozia                                                                        | Amichevole                                                                    | -                                                                             |                                                                               |
| 19-9-1937                                                                     | Budapest                                                                      | Ungheria                                                                      | 8 – 3                                                                         | Cecoslovacchia                                                                | Coppa Internazionale                                                          | -                                                                             |                                                                               |
| 3-10-1937                                                                     | Praga                                                                         | Cecoslovacchia                                                                | 5 – 4                                                                         | Jugoslavia                                                                    | Amichevole                                                                    | 1                                                                             |                                                                               |
| 13-10-1937                                                                    | Praga                                                                         | Cecoslovacchia                                                                | 4 – 0                                                                         | Lettonia                                                                      | Amichevole                                                                    | 3                                                                             |                                                                               |
| 24-10-1937                                                                    | Praga                                                                         | Cecoslovacchia                                                                | 2 – 1                                                                         | Austria                                                                       | Coppa Internazionale                                                          | -                                                                             |                                                                               |
| 7-11-1937                                                                     | Sofia                                                                         | Bulgaria                                                                      | 1 – 1                                                                         | Cecoslovacchia                                                                | Qual. Mondiali 1938                                                           | -                                                                             |                                                                               |
| 8-12-1937                                                                     | Glasgow                                                                       | Scozia                                                                        | 5 – 0                                                                         | Cecoslovacchia                                                                | Amichevole                                                                    | -                                                                             |                                                                               |
| Totale                                                                        |                                                                               | Presenze                                                                      | 23                                                                            |                                                                               | Reti                                                                          | 8                                                                             |                                                                               |

## Palmarès

### Giocatore

#### Club
- Campionato cecoslovacco: 4

Slavia Praga: 1932-1933, 1933-1934, 1934-1935, 1936-1937
- Campionato croato: 1

Hajduk Spalato: 1940-1941
- Mitropa Cup: 1

Slavia Praga: 1938

#### Individuale
- Capocannoniere del campionato cecoslovacco: 1

1933-1934 (18 gol)

### Allenatore
- Campionato svizzero: 2

La Chaux-de-Fonds: 1953-1954, 1954-1955
- Coppa Svizzera: 6

La Chaux-de-Fonds: 1948, 1951, 1954, 1955, 1957
Basilea: 1963